# Schraden (település)
Schraden település Németországban, azon belül Brandenburgban. Lakosainak száma 489 fő (2023. december 31.).

## Népesség
A település népességének változása:
| Lakosok száma | 503  | 496  | 487  | 485  | 489  |
|               | 2017 | 2019 | 2021 | 2022 | 2023 |